# Tebogo Moerane
Tebogo Moerane (7 de abril de 1995) é um futebolista profissional sul-africano que atua como defensor, atualmente defende o Bidvest Wits.

## Carreira
Tebogo Moerane fez parte do elenco da Seleção Sul-Africana de Futebol nas Olimpíadas de 2016.